# Marcación directa internacional
La Marcación Directa Internacional o Marcación Internacional de Abonado (IDD o ISD por sus siglas respectivas en inglés) es la realización de una llamada telefónica internacional, marcada directamente por un abonado telefónico, en lugar de un operador telefónico. La marcación por el abonado de llamadas internacionales suele requerir que se marque un prefijo de llamada internacional (Código de Marcación Internacional, Código de Marcación Directa Internacional o Código IDD) antes del prefijo del país.
Las llamadas se inician marcando el prefijo de llamada internacional del país de origen, seguido del prefijo telefónico del país de destino y, por último, el número de teléfono nacional del país de destino. Por ejemplo, un abonado de telefonía fija de España que desee llamar a México marcaría primero la siguiente secuencia: 00 (el prefijo de llamada utilizado en España para acceder al servicio internacional), seguido de 52 (el prefijo telefónico de México), seguido del número de abonado nacional. 

## Prefijo de llamada internacional
Un "Prefijo de Llamada Internacional", "Código de Marcación Internacional" o "Código de Marcación Directa Internacional" (código IDD) es un prefijo de línea que indica una llamada telefónica internacional. En la marcación telefónica, el prefijo precede al código de telefónico del país (además del código del operador, si aplica, y al número de teléfono de destino).
El prefijo de llamada internacional está definido en el plan de numeración telefónica de cada país o administración telefónica. La recomendación E.164 de la Unión Internacional de Telecomunicaciones (UIT) especifica la secuencia 00 como estándar para el prefijo de llamada internacional y esto ha sido implementado por la mayoría de los países.  Los países miembros del Plan de Numeración de América del Norte (NANP) utilizan el 011 . Algunos estados postsoviéticos continúan utilizando el 810, que era el código IDD universal en toda la Unión Soviética. Otros prefijos ( 000, 001, 0011, 119, etc.) también se utilizan en un pequeño número de países.
Algunos países exigen que el prefijo 00 vaya seguido inmediatamente del llamado código de selección de operador, es decir, un código numérico que encamina la llamada a través de un proveedor específico para la conectividad internacional. Algunos países pueden exigir que los códigos de selección de operador precedan al prefijo de llamada internacional.
Algunos países también ofrecen sistemas de marcación simplificados para llamadas a países vecinos, normalmente eliminando la necesidad de marcar un prefijo de llamada internacional y el código del país. 
Para evitar confusiones, sobre todo en el contexto internacional, se utiliza el signo más (+) como símbolo gráfico del código de acceso internacional; informa a la persona que llama para que lo sustituya por el código de prefijo apropiado para su país Además, el estándar de telefonía móvil GSM permite el uso del signo más como prefijo de llamada internacional, lo que facilita el almacenamiento de los números de teléfono en un formato uniforme que funciona desde cualquier parte del mundo. 